# Politique étrangère du Venezuela
 (septembre 2008).
Si vous disposez d'ouvrages ou d'articles de référence ou si vous connaissez des sites web de qualité traitant du thème abordé ici, merci de compléter l'article en donnant les références utiles à sa vérifiabilité et en les liant à la section « Notes et références ».

États membres de l'Alliance bolivarienne pour les Amériques (ALBA).

La politique étrangère du Venezuela est actuellement marquée par l'influence du président Hugo Chávez, qui a notamment mis en place l'Alliance bolivarienne pour les Amériques (ALBA) en 2005 afin de rivaliser avec le projet de Zone de libre-échange des Amériques (ZLEA) porté par les États-Unis. Membre du groupe de Contadora dans les années 1980 (avec la Colombie, le Panama et le Mexique), le Venezuela est également membre, depuis 2006, du Mercosur.
La république bolivarienne du Venezuela a mis en place plusieurs projets de coopération régionale visant à offrir une alternative au néolibéralisme dans la région (PetroCaribe, échanges avec Cuba, l'Argentine, l'Uruguay du président Tabaré Vázquez, rapprochement avec le Honduras de Manuel Zelaya, déposé par le coup d'État du 28 juin 2009, etc.). Par ailleurs, Caracas a passé un accord de coopération nucléaire avec Moscou en 2008.
Le Venezuela compte quelques problèmes transnationaux au niveau territorial ainsi que de drogues illicites.

## Organisations continentales

Pays membre de l’UNASUR

Le Venezuela, depuis 2008, fait partie de l’Union des nations sud-américaines (UNASUR)(espagnol : Union de Naciones Suramericanas). L’UNASUR promeut  la construction d’un avenir et d’une identité commune entre ses membres.
Avec l'intermédiaire de l'UNASUR, le Venezuela a pu renforcer ses relations avec l'Afrique par des rencontres avec l'UA (Union africaine). Avec 3 rencontres entre l’UNASUR et l’UA (Abuja 2006, Nueva 2009, Malabo 2013), le Venezuela a pu signer 35 accords bilatéraux avec des pays africains sur le développement, l’environnement, l’économie et le tourisme. Comme exemple, Nueva, en 2009, les chefs d’État se sont engagés à promouvoir un tourisme « comme facteur d’intégration » et qui est « basé sur le développement communautaire »[réf. nécessaire].

## Moyen-Orient

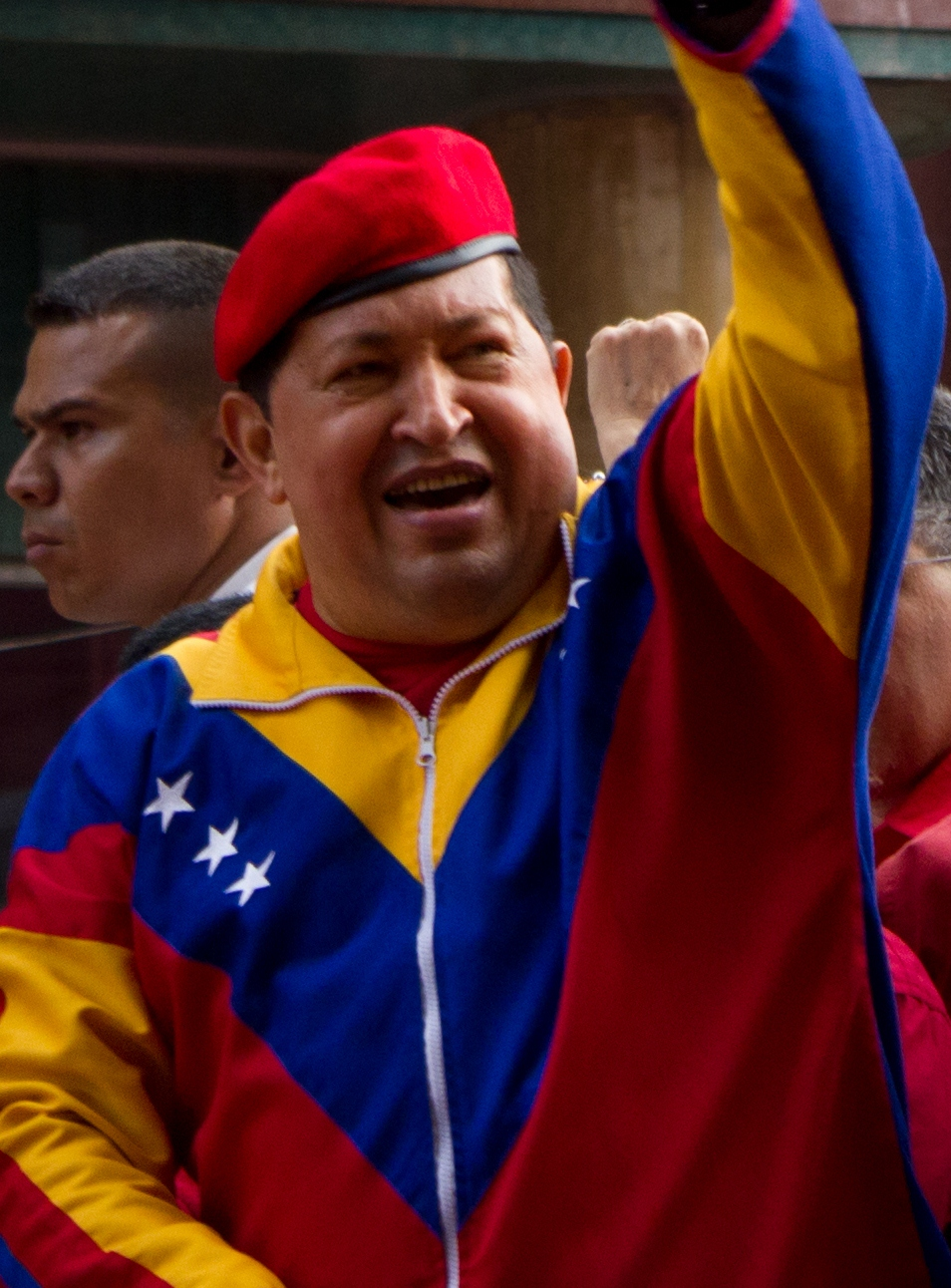
Hugo Chávez

À l’initiative du Venezuela et du Brésil, des relations diplomatiques se sont formées avec le Moyen-Orient. Entre 1999 et 2010, le président vénézuélien a rendu visite 26 fois au Moyen-Orient au cours de rencontres diplomatiques. Améliorant les relations du Venezuela avec ces pays, Hugo Chavez affiche un soutien inconditionnel au dirigeant irakien (Saddam Hussein), au dirigeant libyen (Mouammar Kadhafi, au dirigeant iranien (Mahmoud Ahmadinejad) et au dirigeant syrien (Bachar-al-Assad).
En 2005 s’est créé un forum entre les pays du Moyen-Orient et ceux d’Amérique du Sud (ASAP ou sommet Amérique du Sud-pays arabes). Ce forum regroupe les pays du futur UNASAR et ceux de la Ligue des États arabes.

## Litiges internationaux
En 1902, une intervention anglo-germano-italienne est décidée contre le Venezuela auquel les trois puissances réclament des indemnités de l'ordre de 12 millions de dollars pour leurs intérêts lésés au cours des guerres civiles des années 1880. Leurs flottes établissent un blocus des cotes vénézuéliennes et un ultimatum est lancé le 7 décembre. Le président vénézuélien Cipriano Castro refuse de s'incliner et fait arrêter les sujets britanniques et allemands résidant sur le territoire national. Ceux-ci sont rapidement relâchés mais le 13 décembre, la coalition bombarde la ville de Puerto Bello et la forteresse de San Marcos. Finalement, les États-Unis, craignant une violation de la doctrine Monroe — interdisant une intervention militaire européenne en Amérique —, poussent les deux parties à accepter l'arbitrage. Par la suite, la doctrine Drago interdit l'usage de la force militaire pour réclamer le paiement des dettes d’État à État. De nouvelles crises diplomatiques se produisent en 1904 ; les États-Unis entendent profiter de leur intervention pour interférer dans les affaires intérieures vénézuéliennes, ce qui conduit à la rupture des relations diplomatiques entre les deux pays.

Les États membres et associés du Mercosur.

Il revendique la région de Guyana située à l'ouest du fleuve Essequibo, par la suite, il y a quelques désaccords sur les frontières maritimes avec la Colombie dans le Golfe du Venezuela et finalement plusieurs États des Caraïbes s'opposent à la revendication du Venezuela à propos de Isla de Aves (Île des Oiseaux), à 565 km du continent Vénézuélien.

## Drogues illicites
On retrouve au Venezuela une production illicite à petite échelle d'opium et de coca pour la fabrication de dérivés d'opium et de coca. De nombreuses quantités de cocaïne, d'héroïne et de marijuana venant de Colombie transitent au Venezuela avant d'être expédiées aux États-Unis et en Europe. On remarque  une augmentation des signes d'activités liées aux drogues de la part d'insurgés colombiens au niveau de la frontière. Finalement, il est un important centre de blanchiment d'argent [réf. nécessaire]. Caracas participe d'ailleurs à la Joint InterAgency Task Force-South, la force opérationnelle multi-nationale, dirigée par les États-Unis et basée à Key West, en Floride, dédiée à la répression du trafic de stupéfiants.